# Kurt Postl
Kurt Postl (Viena, 13 de agosto de 1937) é um ex-ciclista austríaco de ciclismo de estrada.
Competiu nos Jogos Olímpicos de Verão de 1960 em Roma, onde fez parte da equipe de ciclismo austríaca que terminou na décima terceira posição nos 100 km contrarrelógio por equipes. No contrarrelógio individual, terminou na modesta 43ª.